# Front de libération du Québec

Flagge der FLQ

Die Front de libération du Québec (deutsch Front für die Befreiung Québecs), allgemein unter ihrer Abkürzung FLQ bekannt, war eine linksextremistisch-nationalistische Terrororganisation, die von 1963 bis 1970 in der kanadischen Provinz Québec aktiv war.
Die Separatistengruppe verübte mehr als 200 – meist gegen Vertreter des englischsprachigen Bevölkerungsteils in Montreal gerichtete – Anschläge und war für den Tod von mindestens fünf Personen verantwortlich. Die FLQ strebte ein marxistisches und von Kanada unabhängiges Québec an. Die Terrorwelle gipfelte 1970 in der Oktoberkrise, als die FLQ einen britischen Diplomaten und wenig später den Vizepremier Québecs entführte, den die Polizei erdrosselt auffand. Die kanadische Regierung verhängte den Ausnahmezustand und setzte die Armee zur Beruhigung der Lage ein. Diese Maßnahme sowie verdeckte Operationen führten zur Zerschlagung der FLQ, die beabsichtigt hatte, mit gewalttätiger Propaganda der Tat die Initialzündung für einen revolutionären Arbeiteraufstand zu liefern.

## Gewalttaten
Die Bewegung, deren Mitglieder und Sympathisanten als Felquistes bezeichnet werden, entstand zu einer Zeit, als sich Québec einem tief greifenden sozialen und wirtschaftlichen Wandel unterzog, der als Stille Revolution (révolution tranquille) bekannt ist. Die Struktur der FLQ konnte bis heute nicht genau rekonstruiert werden, es existierten jedoch mindestens sieben Zellen: Dieppe, Louis Riel, Nelson, Saint-Denis, Viger, Libération und Chénier. Die beiden letzten traten am häufigsten in Erscheinung und waren letztlich für die Oktoberkrise verantwortlich.
Die Geschichte der FLQ lässt sich in sechs Wellen unterteilen, die der Oktoberkrise vorausgingen. Die erste Gruppierung, die als FLQ auftrat, wurde im März 1963 von Georges Schoeters gegründet, einem belgischen Linksaktivisten, dessen Vorbild Che Guevara war und der radikalisierte Mitglieder der linksnationalistischen Partei Rassemblement pour l’indépendance nationale um sich scharte. Die Gruppe sprengte unter anderem eine Bahnlinie, auf der später ein Zug mit Premierminister John Diefenbaker an Bord hätte verkehren sollen. Auch ermordete sie einen Wachmann in einem Rekrutierungszentrum der kanadischen Armee. Bis Juni 1963 war die gesamte erste Gruppe verhaftet.
Eine zweite Gruppe mit sechs Personen (davon zwei Brüder von FLQ-Mitgliedern, die 1963 verhaftet wurden), war zwischen September 1963 und April 1964 für eine zweite Gewaltwelle verantwortlich. Sie erbeutete bei Überfällen Waren und Geld im Wert von über einer halben Million kanadischer Dollar. Wenige Monate später wurde die dritte Gruppe aktiv. Ein fehlgeschlagener Bankraub führte am 29. August 1964 zu zwei Toten. Fünf Mitglieder wurden zu lebenslangen Haftstrafen verurteilt.
Im Juli 1965 vereinigten Charles Gagnon und Pierre Vallières ihre „Volksbefreiungsbewegung“ mit der FLQ. Dies führte dazu, dass die FLQ verstärkt sozialistisches Gedankengut übernahm, sich mit streikenden Arbeitern solidarisierte und vorgab, für deren Interessen einzutreten. Diese neue vierte Gruppe raubte ein Büro der Neuen Demokratischen Partei und eine Radiostation aus und veröffentlichte ein Manifest mit dem Titel La Cognée („die Axt“). Sie machte auch vermehrt Gebrauch von Sprengstoff. Am 5. März 1966 wurde eine Büroangestellte beim Bombenanschlag auf eine Schuhfabrik getötet.
Bis August 1966 konnte die Royal Canadian Mounted Police zahlreiche FLQ-Mitglieder verhaften. Gagnon und Vallières, die nach New York City geflüchtet waren, traten vor dem UNO-Hauptsitz in einen Hungerstreik und wurden später ebenfalls verhaftet. Vallières schrieb daraufhin Nègres blancs d’Amérique („Weiße Neger Amerikas“), eine historische Dokumentation mit marxistischer Polemik. 1967 wurden er und Gagnon nach Kanada ausgeliefert.
1968 gründete sich eine fünfte FLQ-Gruppierung, die im Verlaufe eines Jahres 52 Bomben legte und ein neues Manifest mit dem Titel La Victoire („der Sieg“) veröffentlichte. Ein Anschlag auf die Börse von Montreal am 13. Februar 1969 richtete großen Sachschaden an und verletzte 27 Personen. Sämtliche Mitglieder dieser Gruppe konnten bis Mai 1969 verhaftet werden. Mit Hilfe von Geheimdienstinformationen verhinderte die RCMP 1969 Ausschreitungen von Studenten an der McGill University. Daraufhin bildeten sich zwei weitere FLQ-Gruppierungen, die Zellen Libération und Chénier. Sie kauften drei Häuser, beschafften sich Ausrüstung und planten das weitere gemeinsame Vorgehen.

## Oktoberkrise
Die Libération-Zelle entführte am 5. Oktober 1970 den britischen Handelskommissar James Richard Cross, der sich auf dem Weg zu seinem Büro befand. Die FLQ forderte die Freilassung verurteilter und verhafteter Mitglieder sowie die öffentliche Verkündung ihres Manifests. Drei Tage später wurde das Manifest in sämtlichen französisch- und englischsprachigen Medien Québecs veröffentlicht. Die FLQ konkretisierte darin ihre Forderungen, unter anderem die Freilassung von 23 „politischen Gefangenen“, 500.000 Dollar in Gold, die Wiederanstellung von 450 entlassenen Postmitarbeitern sowie ein Flugzeug, das die Entführer und ihre Anwälte nach Kuba oder Algerien bringen sollte. Darüber hinaus warnte die FLQ, Provinzpremierminister Robert Bourassa müsse sich im Verlaufe des nächsten Jahres „der Realität stellen: 100.000 revolutionäre Arbeiter, bewaffnet und organisiert.“
Am 10. Oktober entführte die Chénier-Zelle Pierre Laporte, den Arbeitsminister und Vizepremier von Québec. Die Provinzregierung, verantwortlich für Recht und Ordnung, bat die Armee am 15. Oktober formell um Unterstützung in Form einer Intervention, woraufhin der kanadische Premierminister Pierre Trudeau den Ausnahmezustand verhängte, zum ersten und bisher einzigen Mal überhaupt in Friedenszeiten. Am darauf folgenden Tag wurden die bürgerlichen Rechte suspendiert. Dies ermöglichte es der Armee, kurzzeitig die Kontrolle über Québec zu übernehmen. Bis Ende des Jahres wurden 457 Personen verhaftet, die im Verdacht standen, mit der FLQ zu sympathisieren. Die meisten kamen nach kurzer Zeit ohne Anklage wieder frei.
Ein anonymer Anrufer meldete sich am 17. Oktober bei einer Radiostation und sagte, Laporte sei ermordet worden. Die Polizei fand ihn später an der angegebenen Stelle erdrosselt auf, im Kofferraum eines Autos liegend. Am 3. Dezember wurde James Richard Cross nach 60-tägiger Gefangenschaft freigelassen. Die kanadische Regierung gewährte fünf Terroristen freies Geleit nach Kuba, mit Fidel Castros Einverständnis. Pierre Vallières, der ideologische Anführer der FLQ, verkündete am 13. Dezember 1970, er habe sich vom Terrorismus losgesagt und trete nun für den üblichen politischen Prozess als Mittel zur Erlangung der Unabhängigkeit Québecs ein. Die drei letzten Terroristen der Chénier-Zelle wurden am 28. Dezember verhaftet und vor Gericht gestellt.

## Niedergang
Der Niedergang der FLQ kann einerseits auf die effektive Arbeit der Polizei zurückgeführt werden, andererseits auch auf den geringen Rückhalt in der Bevölkerung. Die Antiterroreinheit der Montrealer Polizei hatte mehrere hochrangige Informanten innerhalb der FLQ. Am 4. und 5. Oktober 1971, ein Jahr nach Beginn der Oktoberkrise, verhaftete die Polizei vier FLQ-Mitglieder. Im Verlaufe der nächsten 13 Monate erfolgten über 20 weitere Verhaftungen. Die Verhaftungswelle führte dazu, dass die FLQ keine neuen Anhänger mehr rekrutieren konnte.
Die Unterstützung und der politische Einfluss der FLQ waren 1970 drastisch geschwunden. Nach der Oktoberkrise und Laportes Ermordung verlor die FLQ jegliche Unterstützung in der Öffentlichkeit, die Gewalt strikt ablehnte. Eine überwältigende Mehrheit der Bevölkerung befürwortete den Ausnahmezustand und die Präsenz der Armee in Québec. Die separatistische Parti Québécois, die mit friedlichen politischen Mitteln die Unabhängigkeit der Provinz erreichen wollte, erhielt großen Zulauf.
Der Aufstieg der Parti Québécois bewog aktive Mitglieder und Sympathisanten der FLQ dazu, sich von deren gefährlichen Aktivitäten fernzuhalten. Pierre Vallières verkündete im Dezember 1971, er werde sich ebenfalls der Partei anschließen, und begründete dies damit, die FLQ sei eine „Schockgruppe“, deren Aktionen nur die „repressiven Kräfte“ stärken würden. Jene Terroristen, die ins Ausland geflohen waren, kehrten bis 1982 zurück und erhielten verhältnismäßig geringe Freiheitsstrafen. Viele von ihnen traten der Parti Québécois bei.